# Ravi Kuma
Ravi Kuma (tidligere Ravi Kumar) er en dansk duo beståede af Aske Knudsen og Sharon Kumaraswamy.
Duoens genre er beskrevet som "hiphop og hårdtslående rap".
Begge er uddannet fra Det Jyske Musikkonservatorium, Knudsen indenfor elektronisk musik og Kumaraswamy indenfor afrikansk musik- og dansekultur.
I duoen skriver Kumaraswamy teksterne, mens beatsene er konstrueret af Knudsen.
Conceptet opstod i 2016 som underholdning til en julefrokost.
I 2019 optrådte duoen på Spot Festival, Aarhus Volume, Roskilde Festival og Smukfest.
I 2018 havde de vundet talentudviklingsforløbet KarriereKanonen.